# Laury Thilleman
Laury Thilleman (ur. 30 lipca 1991 w Breście) – francuska aktorka i dziennikarka, modelka, prezenterka telewizyjna. Posiadaczka tytułu Miss Francji 2011.

## Życiorys
4 grudnia 2010 została Miss France 2011. W 2011 wzięła udział w Miss Universe 2011 który odbył się w São Paulo. Znalazła się wówczas w pierwszej dziesiątce. 
W 2013 wzięła udział w 4. edycji programu Danse avec les stars wraz ze swoim partnerem tanecznym Maxime Dereymezem. 26 października para została wyeliminowana, zajmując 7. miejsce. 
26 listopada 2023 wraz z Olivierem Minne współprowadziła 21. Konkurs Piosenki Eurowizji Junior w Nicei.

## Życie prywatne
W 2019 wyszła za mąż za szefa kuchni Juana Arbelaeza. 17 maja 2022 para ogłosiła separację.